# تیم ملی فوتبال جامائیکا
تیم ملی فوتبال جامائیکا نمایندهٔ کشور جامائیکا در مسابقات بین‌المللی است که زیر نظر فدراسیون فوتبال جامائیکا فعالیت می‌کند.این تیم در ۱۲ تیرماه ۱۳۸۶ با نتیجه ۸ بر ۱ مغلوب تیم ملی ایران شد.
اولین بازی رسمی این تیم در تاریخ ۲۲ مارس ۱۹۲۵ میلادی در برابر تیم ملی فوتبال هائیتی برگزار شده‌است.تنها حضور تیم ملی جامائیکا در جام‌های جهانی در جام جهانی ۱۹۹۸ فرانسه بوده‌است. این تیم در این رقابت‌ها در گروه هشتم با تیم‌های ملی: آرژانتین ، کرواسی و ژاپن هم‌گروه بود که با دو شکست و یک برد، بالاتر از ژاپن، در رتبه سوم این گروه قرار گرفت و از صعود به دور یک‌هشتم نهایی جام جهانی باز ماند.
| شماره | تاریخ        | تیم      | نتیجه | تیم      | شهر محل مسابقه | گل‌زنان (جامائیکا)        |
| ----- | ------------ | -------- | ----- | -------- | -------------- | ------------------------ |
| ۱     | ۱۴ ژوئن ۱۹۹۸ | جامائیکا | ۱–۳   | کرواسی   | لان            | رابی ارل                 |
| ۲     | ۲۱ ژوئن ۱۹۹۸ | آرژانتین | ۵–۰   | جامائیکا | پاریس          |                          |
| ۳     | ۲۶ ژوئن ۱۹۹۸ | جامائیکا | ۲–۱   | ژاپن     | لیون           | تئودور ویتمور (هر دو گل) |

Coach:folker finke
Miguel coli